# Schloss Krupa

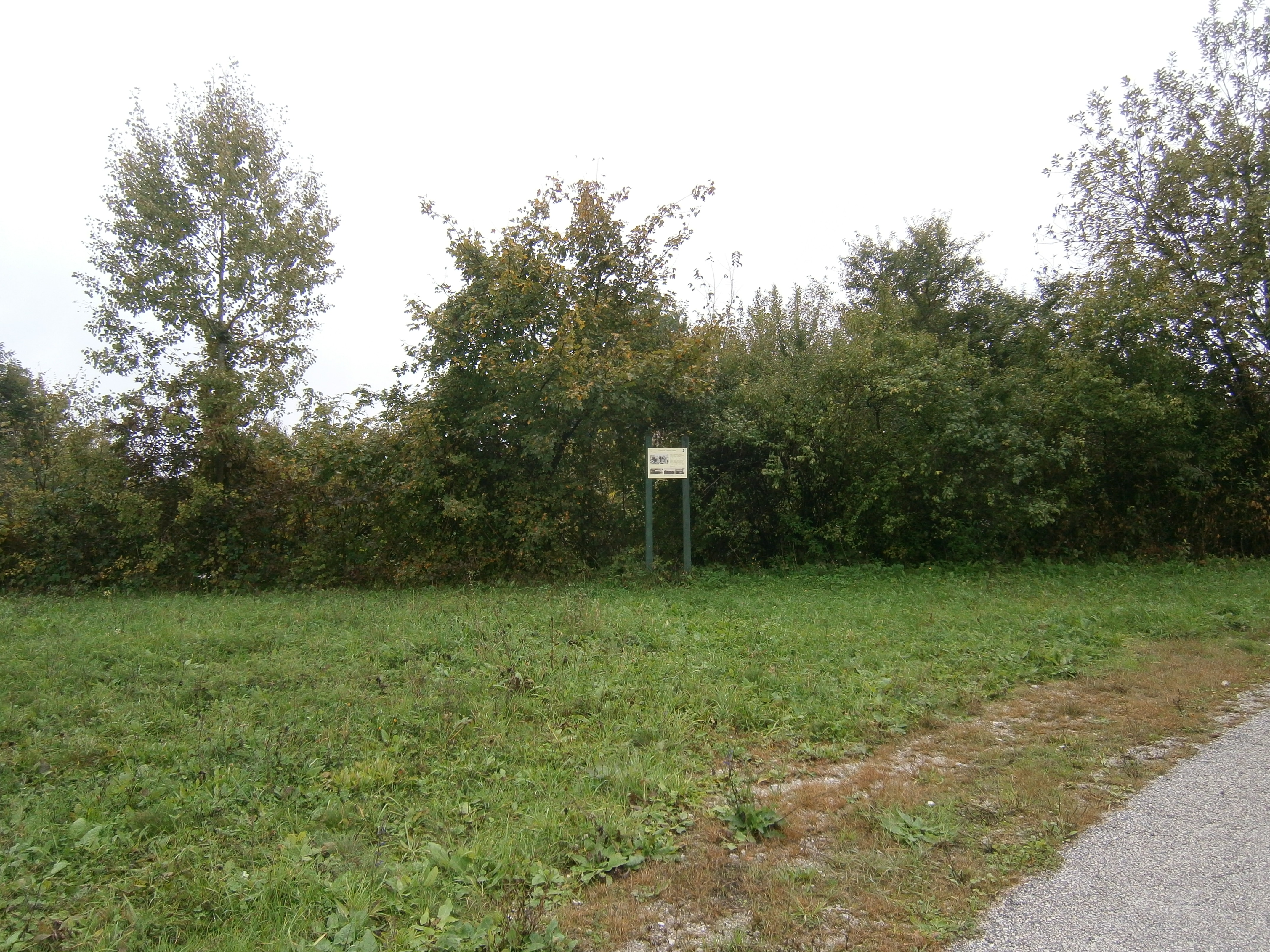
Standort des Schlosses

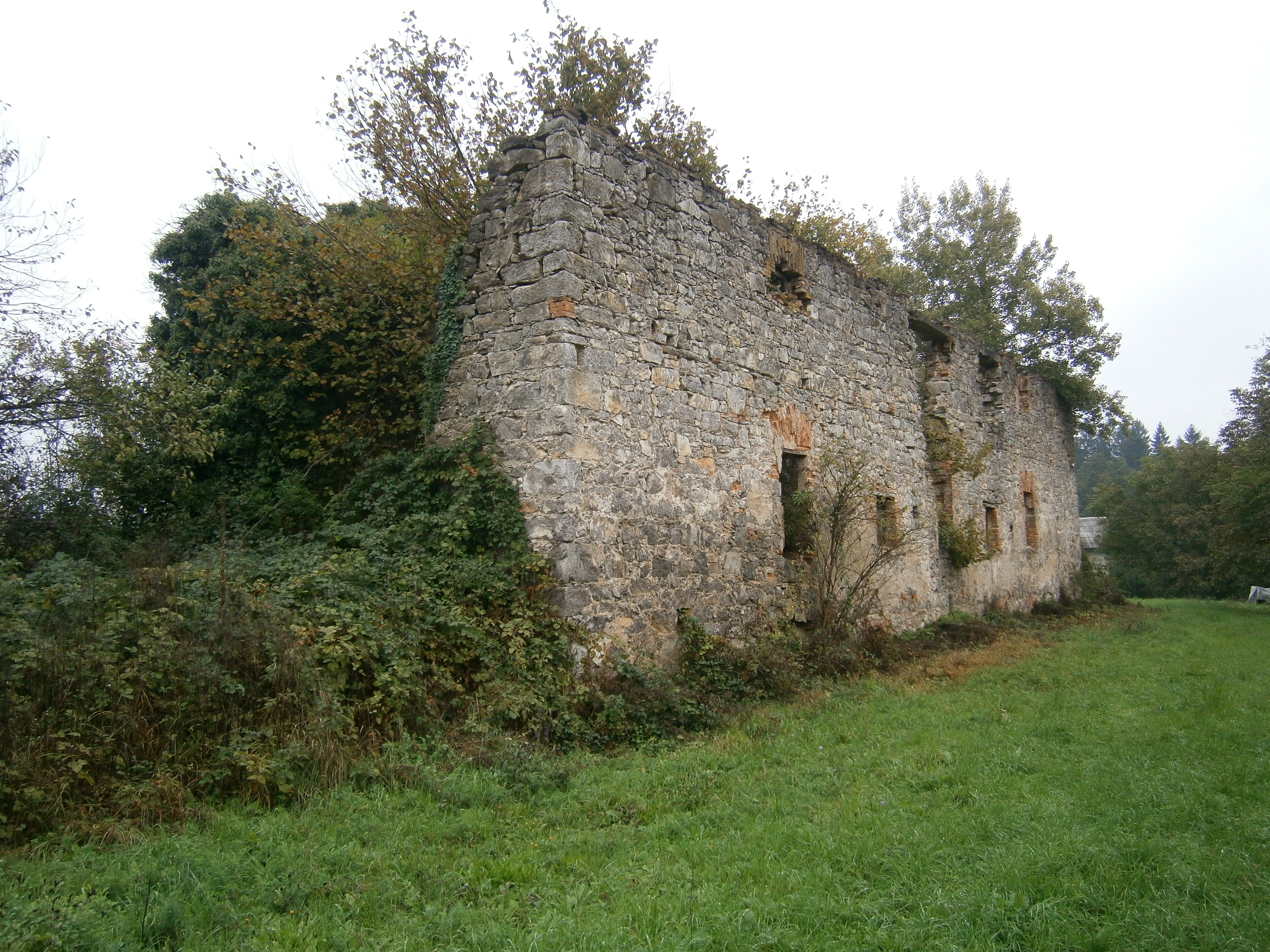
Ruinen des Getreidespeichers von Schloss Krupa

Das Schloss Krupa (deutsch: Schloss Krupp) ist ein abgegangenes Schloss in der Nähe des Dorfes Krupa in der Region Bela krajina in Slowenien. Es stand vermutlich bereits ab Ende des 12. Jahrhunderts etwa 350 Meter von der Quelle des Flusses Krupa entfernt östlich des Dorfes Stranska vas.

## Geschichte
Das Schloss war ursprünglich im Besitz der kroatischen Adelsfamilie Babonić. Erwähnt wurden diese erstmals im Jahre 1352 als Adelsgeschlecht „von der Crup“. Diese waren Vorfahren der Grafen Ursini-Blagaj, die in der slowenisch-kroatischen Geschichte Ende des 12. Jahrhunderts Erwähnung finden. Das Schloss taucht aber erst im Jahre 1427 als castrum Cruppa urkundlich auf.
Die weiteren Besitzer in chronologisch aufsteigender Form waren:
| von            | bis  | Eigentümer                                               | Inbesitznahme: |
| -------------- | ---- | -------------------------------------------------------- | --- |
| Mitte 14. Jhd. |      | Ortenburger                                              | durch Heirat von Ana von Crup mit Graf Otto von Ortenburg |
| 1418           |      | Grafen von Cilli                                         | nach dem Aussterben der Ortenburger im Jahre 1418 fiel der Besitz vertragsmäßig an die Grafen von Cilli; 1439 wurde das Schloss im Krieg mit den Habsburgern von Jan Vitovec zerstört |
| Ende 15. Jhd.  |      | Andreas von Hohenwart (Cillier und Möttlinger Herrscher) | durch Erbschaft (Cousin der Ortenburger), Herrscher über Cilli |
| 1483           | 1704 | Grafen Burgstall                                         | durch Heirat von Moritz von Burgstall mit Margarethe von Hohenwart (dem einzigen Kind von Andreas von Hohenwart), Umbauarbeiten, erhaltene Zeichnung von Valvasor, weiterer Besitz in der Bela krajina: Schloss Pusti Gradac, Schloss Gradac, Schlösschen Krasinec und Burg Pobrežje (Freyenthurn); Schloss Krupa wurde am 23. Juni 1565 bei einem Überraschungsangriff, als die Zugbrücke durch Unachtsamkeit herabgelassen war, von den Türken eingenommen und ausgeraubt |
|                |      | Johann Michael Androk bzw. Androch                       | |
| 1710           |      | Graf Franz Adam Lamberg                                  | durch Pacht |
|                | 1723 | Graf Karl Henrik Wazenberg                               | |
| 1723           |      | Franz Bernard Lamberg                                    | durch Kauf |
| 1737           |      | Peter Paul von Bonazzi                                   | durch Kauf |
| 1772 oder 1773 |      | Baronin Franziska Auersperg geb. Apfaltrer (Bonazzi)     | durch Erbschaft |
|                | 1904 | Familie Apfaltrer                                        | auch im Besitz der Burg Pobrežje (Freyenthurn) |
| 1904           |      | Danijel Makar (Hotelbesitzer in Metlika)                 | gekauft gemeinsam mit Julij Macele (Mazelle) (Postmeister in Gradac) von Baron Artur Apfaltrer |
| 1914           |      | Zemljiška Banka Prag                                     | |
| 1918           |      | Brüder Anton Zurc (Črnomelj) und Ivan Zurc (Semič)       | durch Kauf, beides Händler, im selben Jahr erfolgt die Übernahme durch den Sohn Josip Zurc (Semič) |

Von 1816 bis 1850 war im Schloss der Sitz der „Kreisverwaltung“ (slowenisch: okrajna gosposka) untergebracht. Nachdem die Verwaltung nach Črnomelj verlagert worden war sowie das Gericht und die Steuerbehörde nach Metlika, verlor das Schloss langsam an Bedeutung. Es wurde auch nicht mehr instand gehalten. Pläne, darin eine Landwirtschaftsschule unterzubringen, wurden nicht umgesetzt.
Das Schloss wurde im Sommer 1942 zu Beginn der Ernte von Partisanen der Volksbefreiungsarmee aus ideologischen Gründen (ähnlich wie das Auersperger Schloss Soteska in der Region Dolenjska/Suha krajina nahe Dolenjske Toplice) niedergebrannt, die darin ein Symbol der Unterdrückung der Landbevölkerung sahen. Natürlich wurde damit auch verhindert, dass die italienischen Besatzer die Anlage als Stützpunkt nutzen konnten.
Das Schloss brannte langsam ganze zwei Wochen. Die Überreste wurden von der lokalen Bevölkerung als Baumaterial verwendet. Ähnlich erging es der Schlosskirche St. Ana, in der zunächst nach einem dort angeblich vergrabenen Schatz gesucht wurde. Bei den unfachmännisch ausgeführten Grabungen neigte sich die Kirche, die daraufhin gesprengt wurde. Auch deren Trümmer wurden als Baumaterial verwendet. Die noch stehenden Wirtschaftsgebäude des Schlosses wurden von den Partisanen nach der deutschen Oktoberoffensive 1943 als Werkstätten (z. B. Schmiede) genutzt. Nach dem Krieg wurden auch diese zerstört. Nur eine große Harpfe, die auf steinernen Sockeln stand sowie der Getreidespeicher blieben erhalten. Die Harpfe konnte man noch 1977 bestaunen, heute existiert nur noch der Speicher.

## Beschreibung
Das Schloss Krupa bestand ursprünglich aus einem fünfeckigen Gebäude mit vier eckigen Wehrtürmen. Später wurde es zu einer quadratischen, eingeschossigen Festung mit Arkadenhof umgebaut. Es war von einem Graben umgeben, der mit Wasser per Pumpe aus dem Fluss Krupa, direkt neben der unter dem Schloss gelegenen Mühle, gefüllt werden konnte. Es hatte außerdem zum Schutz eine Zugbrücke. Im rechten Turm nahe der Wegbiegung an der alten Straße nach Gradac war ein tiefer Keller einschließlich eines Verlieses untergebracht. Interessanterweise gab es einen etwa 1,5 Kilometer langen, unterirdischen Fluchtweg in das Waldstück „Log“ mit einem Ausgang in die tiefe Schlucht „Bezgovica“ unmittelbar an der Abkürzung zwischen Vinji vrh und dem Ort Klošter (Ortsteil von Gradac).
Zum Schloss gehörte die 150 Meter entfernt gelegene Kirche des Hl. Boštjan (deutsch: Sebastian), die am Fahrweg zur oben genannten Schlossmühle gelegen war. Im Jahre 1874 wurde diese zerfallende Kirche in die gotische St.-Anna-Kirche umgebaut. Darin waren in Altarnähe drei Gräber der Burgstaller mit Grabtafeln in deutscher Sprache angelegt. Diese Tafeln werden nun in der Martinskirche des Weißkrainer Regionalmuseums in Metlika aufbewahrt.
Zum Streubesitz des Schlosses gehörten Besitzungen in Krašnji vrh, Bojanja vas, Rožna dolina, Ručentna vas, Vojna vas, Zorenci, Brdarci, Mala Lahinja, Kneževina, Perudina, Zilje, Podklanec bei Vinica sowie etwa die Hälfte des Uskokendorfes Gornji Bojanci mit Vrliniči und Mirosavci. Die andere Hälfte gehörte zum Besitz des Schlosses Pobrežje (Freyenthurn).
Unmittelbar an das Schloss reichte der Wald zu beiden Seiten des Krupaflusses bis nach Vranoviči. Im Gebiet lagen auch umfangreiches Ackerland und Obstgärten, Felder reichten von Stranska vas bis zum Wald Log zwischen den Straßen nach Črnomelj und Gradac. Der Besitz von etwa 100 Hektar wurde im Frühjahr 1946 verstaatlicht und zwischen Kleinbauern sowie der Genossenschaft Črnomelj, die 30 Hektar bekam, aufgeteilt.